# Gertraud Klemm

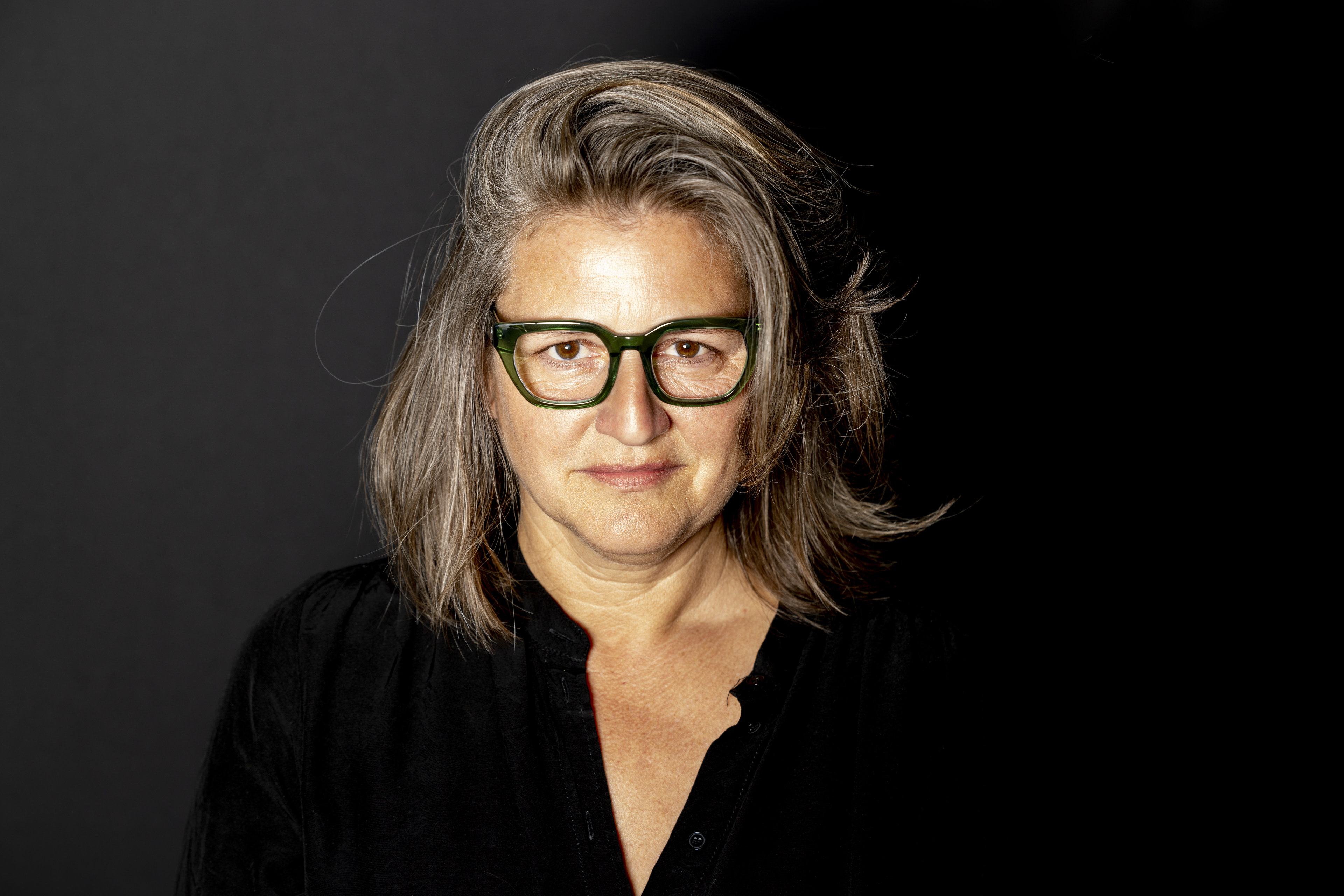
Gertraud Klemm, 2022

Gertraud Klemm (* 6. Juli 1971 in Wien) ist eine österreichische Schriftstellerin.

## Leben
Aufgewachsen ist Klemm in Baden bei Wien. Sie absolvierte ein Studium der Biologie an der Universität Wien, arbeitete dann bis 2005 als Beamtin für die Trinkwasserkontrolle bei der Stadt Wien, bevor sie sich 2006 dem Schriftstellerberuf zuwandte. Sie verdient ihren Lebensunterhalt seither als Autorin und als Anbieterin von Unterricht in kreativem Schreiben.
Bereits 2006 erschien ihr erstes Buch Höhlenfrauen mit zwölf Kurzgeschichten im Wiener Mille Tre Verlag. In ihrem 2010 bei Arovell erschienenen dokumentarischen Essay Mutter auf Papier setzt sie sich mit den emotionalen und bürokratischen Herausforderungen einer Adoption auseinander. Ihre Kinder sind adoptiert. Sie erhielt 2010 den Literaturpreis der Akademie Graz sowie 2011 den Lise-Meitner-Literaturpreis für ihre Erzählung Wasserweib.
2014 erschien im Grazer Literaturverlag Droschl ihr erster Roman Herzmilch. Er erzählt aus dem Leben einer Frau, die sich nicht mit den ihr zugedachten Rollen zufriedengeben will. Mit der geschälte tag. ein Dialog kam im gleichen Jahr ein experimentelles Buch heraus, in dem ihre Tagebuchtexte in Wechselwirkung treten mit zeitgleich entstandenen Bildwerken von Uta Heinecke.
Klemm bekam 2014 ein Wiener Literaturstipendium sowie ein Projektstipendium des Ministeriums für Kunst und Kultur. Außerdem erhielt sie im gleichen Jahr den Literaturpreis Irseer Pegasus. Auf Einladung von Hubert Winkels nahm sie am Ingeborg-Bachmann-Wettbewerb 2014 teil. Für ihren Text Ujjayi, einem Kapitel aus dem damals noch nicht erschienenen zweiten Roman, setzte sie sich beim mit 7000 Euro dotierten BKS-Publikumspreis beim Ingeborg-Bachmann-Preis durch. Die deutliche Mehrheit der Internetleser stimmte für sie. Man lobte ihre „erfrischende, direkte Sprache“, den temperamentvollen, eigenständigen Schreibstil.
Anfang 2015 kam der entsprechende Roman Aberland bei Droschl heraus. Bei einer akademisch gebildeten zeitgenössischen Frau, die manche Züge mit der Autorin gemeinsam hat, ergeben sich aus ihrer Mutterschaft ähnliche soziale Nachteile wie bei ihrer Mutter, die mit ihrer Hausfrauenrolle ebenfalls nicht allzu glücklich wurde. Im direkten, durchaus konflikthaften Generationenvergleich schildert die Autorin eindringlich das feministische Dilemma ihrer Protagonistinnen. Aberland wurde 2015 für „Books at Berlinale“ ausgewählt und stand auf der Longlist zum Deutschen Buchpreis 2015, die Autorin war 2015 Stadtschreiberin von Klagenfurt. Gertraud Klemms Werk rückt die feministische Analyse der zeitgenössischen bürgerlichen Frauenrolle ins Zentrum ihrer Erzählungen.
Im Frühjahr 2016 erschien ihr Roman Muttergehäuse bei Kremayr & Scheriau. Der Roman handelt vom unerfüllten Kinderwunsch einer Frau und ihrem Kampf mit gesellschaftlichen Muttermythen. Nach körperlichem Versagen entscheidet sie sich für die Adoption eines afrikanischen Kindes, was bürokratische Hürden und soziale Ablehnung mit sich bringt. Der Roman kritisiert gesellschaftliche Normen und plädiert für alternative Lebensentwürfe.
Im Literaturverlag Droschl wurde Gertraud Klemms folgender Roman Erbsenzählen im August 2017 veröffentlicht. Erbsenzählen erzählt von einer knapp 30-jährigen Frau, die nach Alternativen für traditionelle Lebensentwürfe sucht. Der Roman beleuchtet ihre Beziehung zu einem wesentlich älteren Mann und setzt sich humorvoll, satirisch und feministisch mit weiblichen Lebensentwürfen und gesellschaftlichen Erwartungen auseinander.
Mit dem Roman Hippocampus erschien im August 2019 Gertraud Klemms sechstes Buch, wieder im Verlag Kremayr & Scheriau. In Hippocampus wird die Aufarbeitung des Nachlasses einer verstorbenen feministischen Autorin durch eine befreundete Künstlerin thematisiert. Die Protagonistin entdeckt dabei geschlechtsspezifische Benachteiligungen im Kulturbetrieb. Ihre folgenden „Hippocampus“-Guerilla-Aktionen sind eine Reaktion auf diese Missstände und zielen auf eine kritische Auseinandersetzung mit gesellschaftlichen Strukturen ab.
Gertraud Klemms Roman Einzeller erschien im März 2023 wieder bei Kremayr & Scheriau. Der Roman befasst sich mit dem zeitgenössischen Feminismus. Im Zentrum steht eine Frauen-Wohngemeinschaft, deren Bewohnerinnen in einem öffentlichen Format unterschiedliche feministische Positionen diskutieren. Dies veranschaulicht die internen Divergenzen innerhalb der feministischen Bewegung. Das Werk thematisiert die Herausforderungen der Frauensolidarität und kritisiert die Fragmentierung feministischer Diskurse. Er impliziert, dass eine Überwindung dieser Fragmentierung für die Realisierung von Geschlechtergerechtigkeit notwendig ist.
Im Mai 2025 wurden anlässlich des geplanten Erscheinens von Beiträgen Klemms in zwei feministischen Sammelbänden frühere Texte von ihr kritisiert. Der Verlag Leykam zog Klemms Beitrag daraufhin zurück, während Haymon an der Veröffentlichung festhielt. Dies hatte weitere Diskussionen in sozialen Medien und darauf aufbauend eine breite mediale Berichterstattung zur Folge.
Gertraud Klemm lebt mit ihrer Familie in Pfaffstätten, Niederösterreich.

## Werke
- Abschied vom Phallozän. Streitschrift. Matthes & Seitz Berlin, Berlin 2025, ISBN 978-3-7518-2088-2
- Bluten, Anthologie (Hrsg. v. Stefanie Jaksch und Magdalena Stammler), mit Milena Michiko Flašar, Yasmin Hafedh, Lydia Haider, Julya Rabinowich, Margit Schreiner, u. a., Haymon, Wien 2025, ISBN 978-3-7099-8242-6
- Einzeller. Roman. Kremayr & Scheriau, Wien 2023, ISBN 978-3-218-0-1382-6.
- Die sieben Leben der Marie Schwarz, mit Vea Kaiser, Eva Rossmann, Lydia Mischkulnig, Angelika Reitzer, Cornelia Travnicek und Doris Knecht, Molden/Styria, Wien 2020, ISBN 978-3-222-15043-2.
- Und wie wir hassen! 15 Hetzreden (Hrsg. v. Lydia Haider) mit Sibylle Berg, Kathrin Röggla, Stefanie Sargnagel, u. a., Kremayr & Scheriau, Wien 2020, ISBN 978-3-218-01210-2.
- Hippocampus. Roman. Kremayr & Scheriau, Wien 2019, ISBN 978-3-218-01177-8.
- Erbsenzählen. Roman. Literaturverlag Droschl, Graz/Wien 2017, ISBN 978-3-99059-006-5
- Muttergehäuse. Roman. Kremayr & Scheriau, Wien 2016, ISBN 978-3-218-01023-8.
- Aberland. Roman. Droschl, Graz 2015, ISBN 978-3-85420-963-8.
- Herzmilch. Roman. Droschl, Graz 2014, ISBN 978-3-85420-848-8.
- der geschälte tag. ein Dialog.  Prosa,[25] mit 29 Bildern von Uta Heinecke, Literaturedition Niederösterreich, Sankt Pölten 2014
- Mutter auf Papier. Essay. Arovell, Gosau 2010, ISBN 978-3-902547-18-7.
- Höhlenfrauen. 12 Erzählungen, illustriert. Mille Tre Verlag, Wien 2006, ISBN 978-3-900198-10-7.

## Auszeichnungen
- 2010: Literaturpreis der Akademie Graz, 2. Preis.
- 2011: Lise-Meitner-Literaturpreis für Wasserweib.
- 2012: Harder Literaturpreis für ihre Kurzgeschichte zum Thema „Trau keinem über 30“.
- 2014: Irseer Pegasus.
- 2014: BKS-Publikumspreis beim Ingeborg-Bachmann-Preis für Ujjayi.
- 2014: AutorInnenprämie des BKA für das besonders gelungene Debüt  (für Herzmilch)
- 2015: Shortlist des European Union Prize for Literature 2015 (Herzmilch)
- 2015: Longlist des Deutschen Buchpreises 2015 (Aberland)
- 2020: Outstanding Artist Award für Literatur[26]
- 2021: Ernst-Toller-Preis.[27]
- 2022: Anton-Wildgans-Preis[28]

## Belege
1. ↑  bücher de IT and Production: Hippocampus. Abgerufen am 14. April 2020.
2. ↑  Autorenprofil von G. Klemm bei der Literaturedition Niederösterreich (Memento des Originals vom 18. Mai 2015 im Internet Archive)  Info: Der Archivlink wurde automatisch eingesetzt und noch nicht geprüft. Bitte prüfe Original- und Archivlink gemäß Anleitung und entferne dann diesen Hinweis., abgerufen am 10. Mai 2015.
3. ↑  Mille Tre Verlag Robert Schächter, Verlag für Wissenschaft und Kultur, Wien (Memento des Originals vom 18. Mai 2015 im Internet Archive)  Info: Der Archivlink wurde automatisch eingesetzt und noch nicht geprüft. Bitte prüfe Original- und Archivlink gemäß Anleitung und entferne dann diesen Hinweis.
4. ↑  Video-Interview, TAZ Studio, Leipzig, 15. März 2015,  abgerufen am 10. Mai 2015.
5. ↑  Gertraud Klemm: Wäre es mit leiblichen Kindern anders?, Der Standard vom 30. November 2014
6. ↑  Mit klarem Abstand stimmten die Internetleser für Gertraud Klemms Text "Ujjayi", Bachmannpreis: Preisträger 2014
7. ↑  Gefangen im Muttiversum, Rezension zu Aberland im Deutschlandfunk vom 6. Mai 2015.
8. ↑  Roman "Aberland": Mama Drama und die Kinder, Rezension von Carola Ebeling in Die Zeit vom 5. März 2015, abgerufen am 10. Mai 2015.
9. ↑  Mia Eidlhuber: "Aberland": Das ewige Sich-Vergleichen. In: derstandard.at. DerStandard, 4. September 2015, abgerufen am 18. Juni 2025 (österreichisches Deutsch).
10. ↑  http://www.deutscher-buchpreis.de/nominiert/ - abgerufen am 2. September 2015
11. ↑   Gertraud Klemms neuer Roman „Aberland“ für „Books at Berlinale“ ausgewählt // Gertraud Klemm wird neue Klagenfurter Stadtschreiberin (Memento vom 3. Juli 2015 im Internet Archive)
12. ↑  Muttergehäuse. In: oe1.orf.at. Ö1, 8. April 2017, abgerufen am 18. Juni 2025.
13. ↑  Liliane Studer: Wenn die Natur nicht mitspielt - Gertraud Klemm durchleuchtet in „Muttergehäuse“ Kinderwunsch und Adoptionshürden : literaturkritik.de. In: literaturkritik.de. 2016, abgerufen am 18. Juni 2025 (deutsch).
14. ↑  Mia Eidlhuber: Gertraud Klemms "Erbsenzählen": Junge Frau und alter Mann. In: derstandard.at. DerStandard, 6. Dezember 2017, abgerufen am 18. Juni 2025 (österreichisches Deutsch).
15. ↑  Julia Schröder: Gertraud Klemms Roman "Erbsenzählen" - Lustvoll misanthropische Tiraden. In: deutschlandfunk.de. Deutschlandfunk, 24. August 2017, abgerufen am 18. Juni 2025.
16. ↑  Mia Eidlhuber: Gertraud Klemm: Feministischer Roadtrip. In: derstandard.at. DerStandard, 15. November 2019, abgerufen am 18. Juni 2025 (österreichisches Deutsch).
17. ↑  Anna Katharina Laggner: Ein ungleiches Paar auf Rachefeldzug: "Hippocampus" von Gertraud Klemm. In: fm4.orf.at. FM4, 22. August 2019, abgerufen am 18. Juni 2025.
18. ↑  Katrin Hillgruber: „Hippocampus“ von Gertraud Klemm: Die Rache des Seepferdchens. In: tagesspiegel.de (Hrsg.): Der Tagesspiegel Online. 8. März 2020, ISSN 1865-2263 (tagesspiegel.de [abgerufen am 18. Juni 2025]).
19. ↑  Katharina Teutsch: Gertraud Klemms Gesellschaftsroman „Einzeller“. In: faz.net. Frankfurter Allgemeine Zeitung, 5. Juli 2023, abgerufen am 18. Juni 2025.
20. ↑  APA: Big Sista: Gertraud Klemms neuer Roman "Einzeller". In: sn.at. Salzburger Nachrichten, 6. März 2023, abgerufen am 18. Juni 2025.
21. ↑  Mia Eidlhuber: Gertraud Klemms "Einzeller" über die Frage, welcher Feminismus recht hat. In: derstandard.at. DerStandard, 4. April 2023, abgerufen am 18. Juni 2025 (österreichisches Deutsch).
22. ↑  Anne-Catherine Simon: Aufruhr in Österreichs Literaturszene: Leykam „cancelt“ feministische Autorin Gertraud Klemm. In: Die Presse. 7. Juni 2025, abgerufen am 16. Juni 2025.
23. ↑  Michael Wurmitzer: Leykam-Verlag wirft Autorin Klemm wegen Aussagen zum Wort „Frau“ aus Buch. In: Der Standard. 7. Juni 2025, abgerufen am 16. Juni 2025.
24. ↑  Angela Lehner: Es darf nicht nur einen Feminismus geben! In: Zeit Online. 8. Juni 2025, abgerufen am 16. Juni 2025.
25. ↑  Buchdeskription des Verlags (Memento des Originals vom 18. Mai 2015 im Internet Archive)  Info: Der Archivlink wurde automatisch eingesetzt und noch nicht geprüft. Bitte prüfe Original- und Archivlink gemäß Anleitung und entferne dann diesen Hinweis.
26. ↑  Outstanding Artist Award für Literatur 2020. Archiviert vom Original (nicht mehr online verfügbar) am 29. September 2020; abgerufen am 3. April 2020.  Info: Der Archivlink wurde automatisch eingesetzt und noch nicht geprüft. Bitte prüfe Original- und Archivlink gemäß Anleitung und entferne dann diesen Hinweis.
27. ↑  Ernst Toller - Ernst Toller Gesellschaft e. V. Abgerufen am 21. Juni 2021 (deutsch).
28. ↑  Gertraud Klemm erhält Anton-Wildgans-Preis 2022. In: ORF.at. 14. April 2022, abgerufen am 14. April 2022.

| Personendaten    | Personendaten                    |
| ---------------- | -------------------------------- |
| NAME             | Klemm, Gertraud                  |
| ALTERNATIVNAMEN  | Caroline Schiel (Pseudonym)      |
| KURZBESCHREIBUNG | österreichische Schriftstellerin |
| GEBURTSDATUM     | 6. Juli 1971                     |
| GEBURTSORT       | Wien                             |